# Alingsås

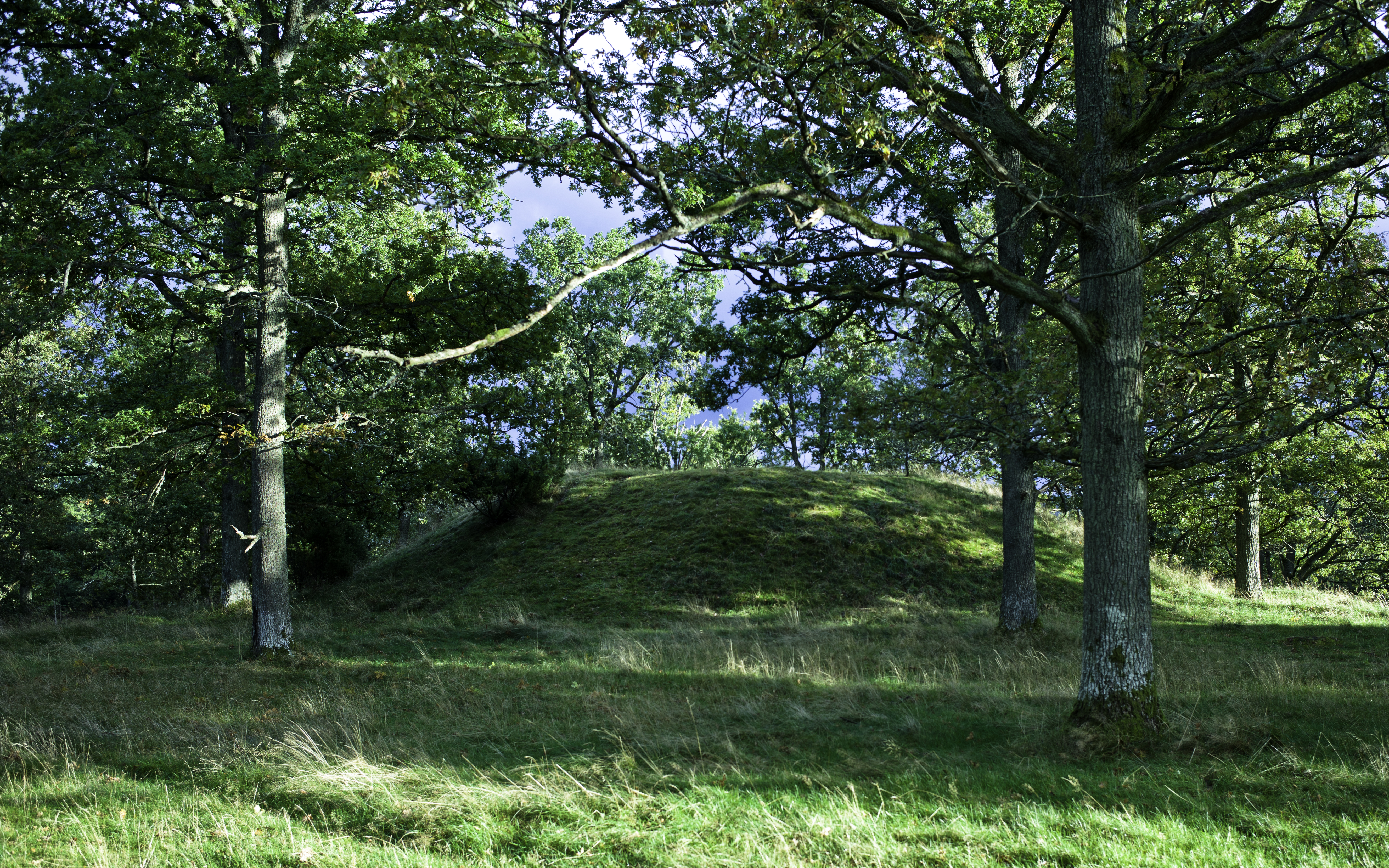
"Rolfs grav" ist ein Grabhügel im Osten von Alingsås

Alingsås ist eine Stadt in der südschwedischen Provinz Västra Götalands län und der historischen Provinz Västergötland. Sie ist Hauptort der Gemeinde Alingsås und liegt an der Europastraße 20 etwa 50 Kilometer nordöstlich von Göteborg.
Alingsås liegt an dem recht großen See Mjörn und an einem weiteren, kleineren See, Gerdsken. Außerdem fließt der Säveån durch den Ort.

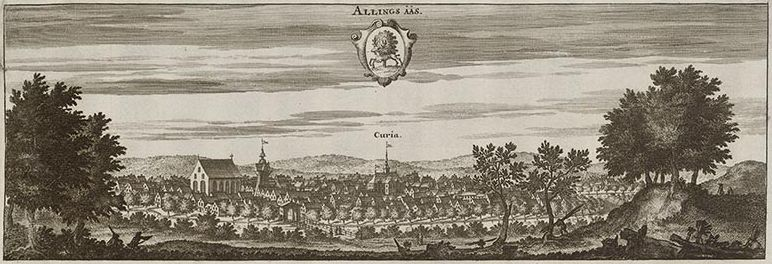
Alingsås um das Jahr 1700 (aus dem Buch Suecia antiqua et hodierna, und daher wahrscheinlich nicht ganz zuverlässig)

Der Name des Ortes lässt sich bis in das Jahr 1382 verfolgen. Am 21. September 1619 wurden Alingsås die Stadtprivilegien durch Gustav II. Adolf verliehen.
Bekannt ist die Stadt wegen ihrer pittoresken Holzhaus-Bebauung aus der Zeit um 1900 und der vielen Innenhof-Cafés (24 waren es im Jahr 2006), die in der Sommerzeit stets gut besucht sind. Als Stadt „mit der angeblich höchsten Cafédichte des Landes“ gilt Alingsås als „Hauptstadt des Fika“.
Die Stadt ist bekannt für ihr jährliches Fest, das Potatisfestivalen, das im Frühsommer gefeiert wird. Dabei dreht sich alles um die Kartoffel, die im Jahre 1724 von dem in Alingsås geborenen Jonas Alströmer nach Schweden eingeführt wurde.

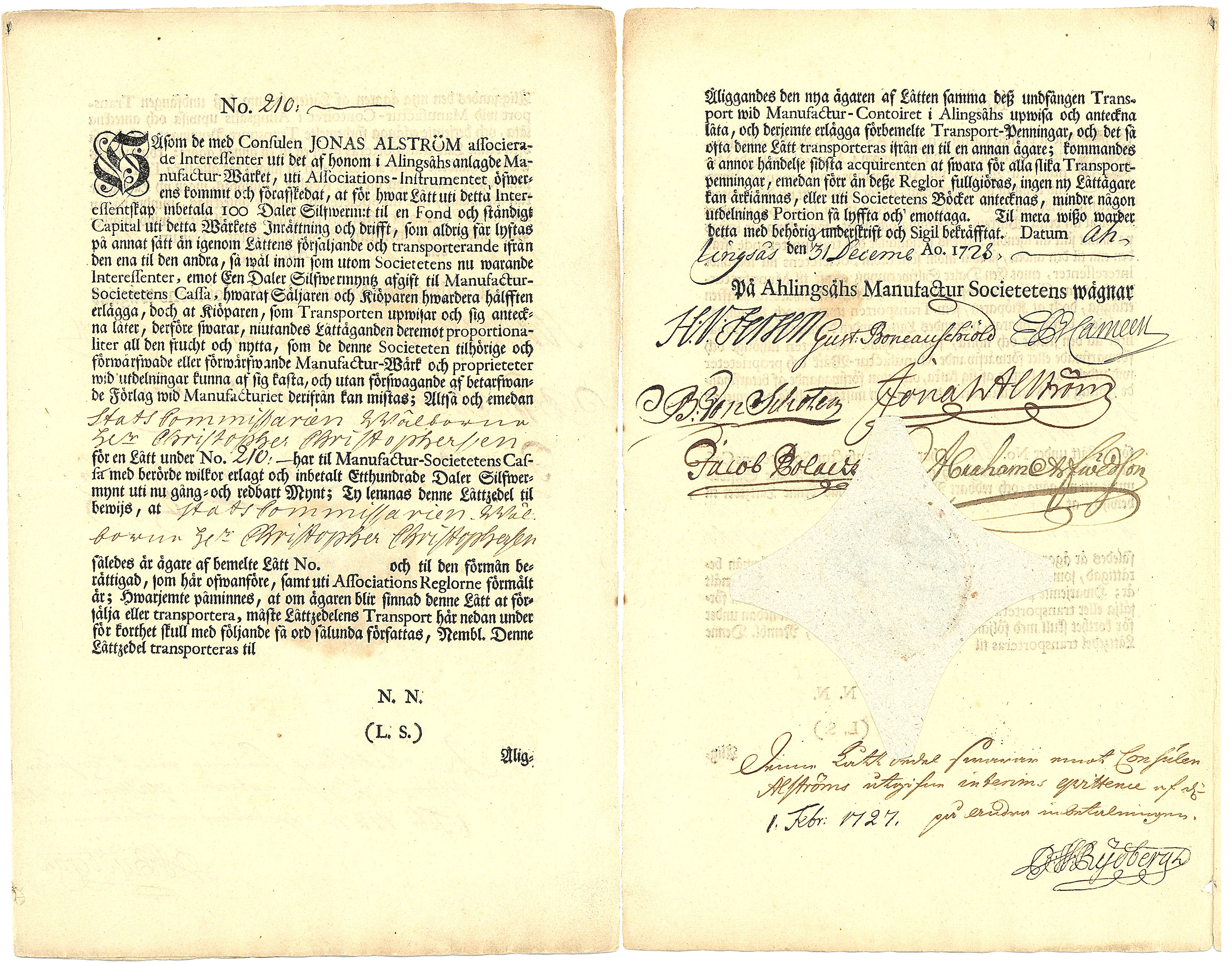
Aktie der Ahlingsåhs Manufactur-Societet vom 31. Dezember 1728, ausgestellt auf den Gründer Jonas Alström (1751 unter dem Namen Alströmer in den Adelstand erhoben). Zu den Financiers seiner Textilmanufaktur gehörte u. a. der schwedische König Friedrich von Hessen-Kassel.
Das Tätigkeitsgebiet der Ahlingsåhs Manufactur wurde in der Folgezeit auch auf den Kattundruck, den Betrieb von Tabakplantagen und die Führung einer Zuckerfabrik erweitert. Das Zertifikat ist die älteste bekannte schwedische Aktie. (Ansicht: Erste und zweite Seite des Doppelblattes)

## Söhne und Töchter der Stadt
- Jonas Alströmer (1685–1761), Landwirtschafts- und Industriepionier
- Conny Andersson (* 1939), Autorennfahrer
- Christian Bäckman (* 1980), Eishockeyspieler
- Johan Elmander (* 1981), Fußballspieler
- Ove Johansson (1936–2015), Jazz- und Fusionmusiker
- Magnus Malm (* 1951), christlicher Publizist, Autor und Referent
- Clas Theodor Odhner (1836–1904), Historiker
- Gösta Pettersson (* 1940), Radrennfahrer
- Karl Ståhl (* 1973), Fußballspieler
- Nea (* 1987), Sängerin und Songwriterin

## Sport
Der Handballverein Alingsås HK (kurz: AHK) wurde 2009 und 2014 Meister in der höchsten schwedischen Spielklasse.